# Paterna de Rivera
Paterna de Rivera – gmina w Hiszpanii, w prowincji Kadyks, w Andaluzji, o powierzchni 14,01 km². W 2011 roku gmina liczyła 5662 mieszkańców.